# Kennard Winchester
Kennard Norman Winchester jr. (nacido el 3 de septiembre de 1966 en Chestertown, Maryland) es un exjugador de baloncesto estadounidense que jugó tres temporadas de la NBA, además de hacerlo en ligas menores de su país, en Argentina y en Francia . Con 1,96 metros de estatura, lo hacía en la posición de escolta.

## Trayectoria deportiva

### Universidad
Jugó durante tres temporadas con los Dukes de la Universidad James Madison, en las que promedió 11,8 puntos y 4,8 rebotes por partido. En 1988 fue incluido en el segundo mejor quinteto de la Colonial Athletic Association. Su última temporada la pasó en la Universidad Averett, promediando 20,4 puntos y 9,1 rebotes por partido.

### Profesional
Tras no ser elegido en el Draft de la NBA de 1989, fichó por el Atenas de Córdoba de la liga argentina, con los que se proclamó campeón de la competición.
Al año siguiente fichó como agente libre por los Houston Rockets, donde en su primera temporada, jugando como tercera opción en el puesto de 3 por detrás de Buck Johnson y David Wood, promedió 3,7 puntos y 1,0 rebotes por partido.
Poco después del comienzo de la temporada 1991-92, fue despedido por los Rockets. Tres días después fichó por los New York Knicks, con los que disputó 15 partidos, promediando 2,2 puntos y 1,0 rebotes.
Al año siguiente regresó a Houston, donde jugó una temporada como escolta dando minutos de descanso a Vernon Maxwell. Promedió 3,7 puntos y 1,3 rebotes por partido.
Tras ser despedido, jugó en las ligas argentina y francesa, para terminar su carrera en la USBL de su país.

## Estadísticas de su carrera en la NBA

### Temporada regular
| Temporada | Edad | Equipo          | Liga | Pos. | P   | TIT | MIN | TC  | TCA | %TC  | 3P  | 3PA | %3P  | 2P  | 2PA | %2P  | TL  | TLA | %TL  | R.OF. | R.DEF. | REB | ASIS | ROB | TAP | PER | FP  | PTS |
| 1990-91   | 24   | Houston Rockets | NBA  | A    | 64  | 1   | 9.5 | 1.5 | 3.8 | .400 | 0.1 | 0.3 | .400 | 1.4 | 3.5 | .400 | 0.5 | 0.7 | .778 | 0.5   | 0.5    | 1.0 | 0.4  | 0.3 | 0.2 | 0.5 | 1.1 | 3.7 |
| 1991-92   | 25   | TOTAL           | NBA  | A-E  | 19  | 0   | 4.3 | 0.7 | 1.6 | .433 | 0.1 | 0.1 | .500 | 0.6 | 1.5 | .429 | 0.4 | 0.5 | .800 | 0.3   | 0.5    | 0.8 | 0.4  | 0.1 | 0.1 | 0.1 | 0.3 | 1.8 |
| 1991-92   | 25   | Houston Rockets | NBA  | E    | 4   | 0   | 4.3 | 0.3 | 0.8 | .333 | 0.0 | 0.0 |      | 0.3 | 0.8 | .333 | 0.0 | 0.0 |      | 0.0   | 0.0    | 0.0 | 0.0  | 0.0 | 0.0 | 0.0 | 0.3 | 0.5 |
| 1991-92   | 25   | New York Knicks | NBA  | A    | 15  | 0   | 4.3 | 0.8 | 1.8 | .444 | 0.1 | 0.1 | .500 | 0.7 | 1.7 | .440 | 0.5 | 0.7 | .800 | 0.4   | 0.6    | 1.0 | 0.5  | 0.1 | 0.1 | 0.1 | 0.3 | 2.2 |
| 1992-93   | 26   | Houston Rockets | NBA  | E    | 39  | 0   | 8.7 | 1.6 | 3.6 | .439 | 0.1 | 0.5 | .211 | 1.5 | 3.1 | .475 | 0.4 | 0.6 | .773 | 0.4   | 0.8    | 1.3 | 0.3  | 0.3 | 0.3 | 0.4 | 1.0 | 3.7 |
| Total     |      |                 | NBA  |      | 122 | 1   | 8.4 | 1.4 | 3.4 | .415 | 0.1 | 0.3 | .317 | 1.3 | 3.1 | .426 | 0.5 | 0.6 | .779 | 0.5   | 0.6    | 1.1 | 0.4  | 0.2 | 0.2 | 0.4 | 0.9 | 3.4 |

### Playoffs
| Temporada | Edad | Equipo          | Liga | Pos. | P | TIT | MIN | TC  | TCA | %TC  | 3P  | 3PA | %3P | 2P  | 2PA | %2P  | TL  | TLA | %TL  | R.OF. | R.DEF. | REB | ASIS | ROB | TAP | PER | FP  | PTS |
| 1991-92   | 25   | New York Knicks | NBA  | A    | 3 | 0   | 3.7 | 1.0 | 1.7 | .600 | 0.0 | 0.0 |     | 1.0 | 1.7 | .600 | 0.0 | 0.3 | .000 | 0.0   | 0.0    | 0.0 | 0.7  | 0.0 | 0.0 | 0.3 | 0.0 | 2.0 |
| Total     |      |                 | NBA  |      | 3 | 0   | 3.7 | 1.0 | 1.7 | .600 | 0.0 | 0.0 |     | 1.0 | 1.7 | .600 | 0.0 | 0.3 | .000 | 0.0   | 0.0    | 0.0 | 0.7  | 0.0 | 0.0 | 0.3 | 0.0 | 2.0 |